# Acide pangamique
L’acide pangamique est un composé chimique introduit au milieu du siècle dernier par deux américains, Ernst T. Krebs (en) père et fils,  désireux de promouvoir des traitements anticancéreux alternatifs. L'étymologie en grec ancien de l'adjectif pangamique est liée au fait qu'on trouverait cette substance dans toutes les graines végétales.

## Nature chimique
La nature chimique exacte de cette molécule a tardé à être précisée, car ses « inventeurs » n'ont jamais véritablement été en mesure de communiquer un mode opératoire reproductible permettant de la synthétiser. Ainsi, les Krebs ont déposé en 1955 un brevet pour la production « d'esters de glycine N-substitués de l'acide gluconique », mais les informations fournies ne permettaient pas la synthèse de leur « acide pangamique ».
L'analyse d'un échantillon « d'acide pangamique » transmis dans les années 1950 par des collaborateurs des Krebs avait pu révéler simplement du lactose par spectroscopie RMN. Les molécules vendues sous la désignation « d'acide pangamique » ont été assez variables, et les fournisseurs d'acide pangamique ont changé plusieurs fois de molécule commercialisée sous ce nom.
Le consensus des chimistes quant à l'identification de l'acide pangamique s'est cependant établi autour de l’acide D-gluconodiméthylaminoacétique, étudié notamment en URSS dans les années 1960 pour ses possibles effets dans la prévention de l'hypoxie des cosmonautes.

## Effets biologiques éventuels
Initialement qualifié par ses promoteurs de vitamine B15 à des fins marketing et par souci d'échapper à la législation américaine sur les médicaments en se faisant assimiler à un complément alimentaire, « l'acide pangamique », quelle que soit sa nature chimique, n'est plus considéré comme une vitamine car rien n'indique que le corps humain en ait besoin pour assurer son fonctionnement normal.
L'acide D-gluconodiméthylaminoacétique fait partie d'une voie métabolique (choline → bétaïne → acide D-gluconodiméthylaminoacétique → sarcosine → glycine), de sorte qu'il ne s'agit clairement pas d'une vitamine puisqu'il peut être produit par le corps humain.
Plusieurs substances commercialisées sous le nom « d'acide pangamique » seraient cancérogènes du fait de la nature de composés mutagènes tels que le dichloroacétate de diisopropylamine, la diisopropylamine, le dichloroacétate ainsi que la diméthylglycine mélangée au nitrite de sodium, néanmoins la diméthylglycine seule ne le serait pas.